# Federació de les Comunitats Jueves de Romania
La Federació de les Comunitats Jueves de Romania (romanès Federaţia Comunităţilor Evreieşti din România, hebreu פדרציית הקהילות היהודיות של רומניה) és un organisme creat el 1936 que defensa els jueus de Romania i que té reservat un escó a la Cambra dels Diputats de Romania com un dels Partits de les Minories Ètniques de Romania.

## Fundació
El 16 de febrer de 1936 les quatre Unions de Comunitats Jueves corresponents a les antigues entitats que formaven Romania sota l'Antic Regne (Vechiul Regat), territori romanès abans de 1918, (Uniunea Comunităţilor Evreiești din Vechiul Regat, UCEVR), de Transsilvània i el Banat (Uniunea Comunităţilor Evreiești din Ardeal și Banat, UCEAB), Bucovina (Uniunea Comunităţilor Evreiești din Bucovina, UCEB) i Bessaràbia (Uniunea Comunităţilor Evreiești din Basarabia, UCEB) es van federar amb el nom de Federació d'Unions de Comunitats Hebrees de Romania o FUCER (Federaţiei Uniunilor de Comunităţi Evreiești din România). Adoptaria el nom actual el 1949.

## Presència jueva abans de la guerra
El 1930 el percentatge de població jueva als diferents judeţ era:
- Maramureş: 20,9%,
- Cernăuţi: 16,7%,
- Iaşi: 14,6%,
- Lăpuşna: 11,9%,
- Covurlui: 9,5%,
- Soroca: 9,2%,
- Botoşani: 9,0%,
- Câmpulung: 8,2%,
- Bălţi: 8,2%,
- Rădăuţi: 7,2%,
- Ilfov: 7,0%,
- Orhei: 6,8%.

Pel que fa a la seva presència a les ciutats, aquesta era:
- Sighet (38,9%)
- Cernăuţi (34,8%)
- Iaşi (34,4%)
- Bacău (25,0%)
- Cluj (13,4%)
- Bucureşti (11,8%)
- Timişoara (10,2%)

## Guerra i ocupació
A la fi del 1941, el cap SS Gustav Richter, i Radu Lecca, plenipotenciari romanès per a afers jueus van obtenir del dictador romanès Ion Antonescu la creation d'un consell jueu titella, el Centrala Evreilor din România, paral·lel a la FUCER i el seu president Wilhelm Fiderman continà exercint les seves activitats intentant de socórrer als Jueus de Transnístria. La FUCER fou restablida el 1945, però el seu president Fiderman, que havia estat company d'escola d'Ion Antonescu i gràcies a aquesta relació havia aconseguit salvar moltes vides, fou arrestat i hagué de fugir del país.

## Dirigents
- Sigmund Birman (1936-1940)
- W. Filderman (1940–1941; 1945–1947)
- Maximilian Popper (1948–1951)
- Israel Bacalu (1951–1961)
- Moses Rosen, gran rabí (1964–1994)
- Nicolae Cajal (1994–2004)
- Iulian Sorin (2004–2005)
- Aurel Vainer (2005-)